# Iglesia de San Lorenzo (Miñano Mayor)
La iglesia de San Lorenzo es un templo situado en el concejo de Miñano Mayor, en el municipio español de Vitoria.

## Descripción

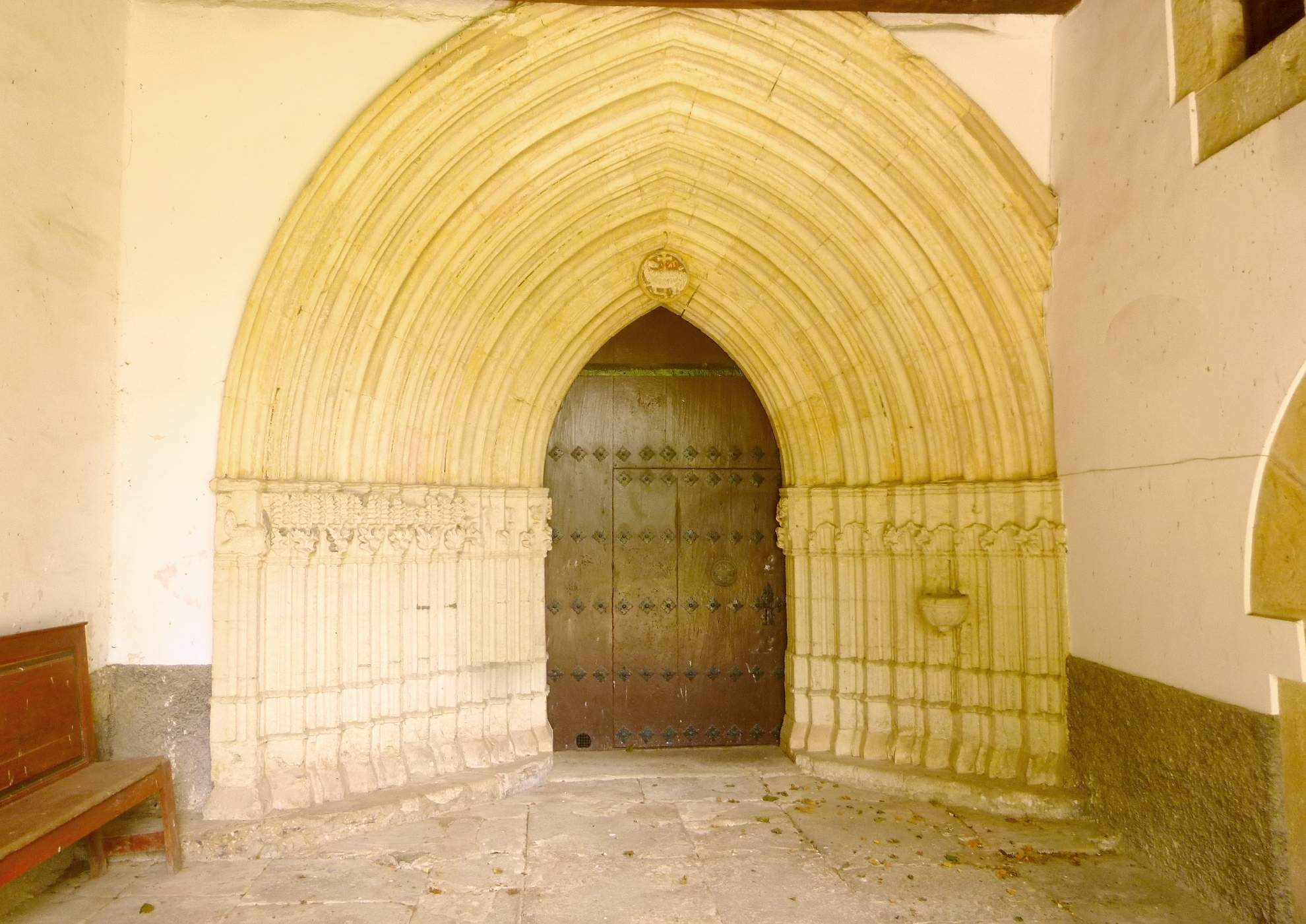
Portada protogótica de la iglesia

El edificio se encuentra en el concejo alavés de Miñano Mayor, en la comunidad autónoma del País Vasco. Se menciona como iglesia parroquial del lugar en el Diccionario geográfico-estadístico-histórico de España y sus posesiones de Ultramar de Pascual Madoz, donde se dice que a mediados del siglo XIX estaba «servida por un beneficiado patrimonial» y que contaba con un «cementerio inmediato». Décadas después, ya en el siglo XX, Vicente Vera y López vuelve a reseñarla en el tomo de la Geografía general del País Vasco-Navarro dedicado a Álava con las siguientes palabras: «Su parroquia, rural de segunda clase, dedicada á San Lorenzo, pertenece al arciprestazgo de Villarreal».
Los registros sacramentales de bautismos, matrimonios y decesos generados por la parroquia de San Lorenzo desde el siglo XV hasta el final del XIX se conservan con los del resto de iglesias de la provincia en el Archivo Histórico Diocesano de Vitoria, donde pueden consultarse.